# 下愛子
下愛子（しもあやし）は、宮城県仙台市青葉区の大字。郵便番号は989-3125。人口は2613人、世帯数は1180世帯（2022年1月1日現在）。宮城郡下愛子村、宮城郡広瀬村大字下愛子、宮城郡宮城村大字下愛子、宮城郡宮城町大字下愛子、仙台市大字下愛子を経て現在の住所となった。ここでは町村制施行以前に存在した下愛子村についても併せて記述する（詳細は#歴史を参照）。
上愛子とともに旧宮城町の中心を構成していた。現在の大字の範囲は国道457号より南だが、広義には下愛子、栗生、落合、愛子東の全部と、愛子中央の東部、錦ケ丘の東部をあわせた地域を指す。

## 地理
栗生と落合はもと下愛子の小字の一つで、錦ヶ丘・愛子中央・愛子東は比較的新しい地名である。
広瀬川の中流、仙台市都心部からは青葉山丘陵を隔てて愛子盆地の一角を占める。距離的には仙台のすぐ西だが、川と山が迫る地形のため東西の交通に難があった。北は広瀬川で芋沢に接する。東は丘陵地に南から割り込む名取郡に接する。南は蕃山をへだててやはり名取郡に接する。
西隣は上愛子で、地形的・歴史的に一体の地域である。明治時代以降は仙台から関山トンネルを抜けて山形県に通じる関山街道（作並街道、国道48号）沿いの要地として広瀬村や宮城町の中心になった。仙台市に合併し青葉区に属している現在も、宮城総合支所が置かれて旧宮城町の中心である。
街道沿いに東西に長く伸びた市街地は、仙台市のベッドタウンとして拡大を続け、21世紀初めの現在では、一部に水田を残すものの、盆地の大部分が住宅地になっている。他に、蕃山丘陵の西の一角に錦ヶ丘ニュータウン（ハートヒルズ錦ケ丘）が開かれている。

## 歴史
近世に入るまで、愛子や下愛子について記す史料はないが、戦国時代には周辺の村々ともども国分氏の支配下にあった。愛子（あやし）の名は、下愛子にある子愛観音堂に由来すると伝えられる。江戸時代には愛子の川上側が上愛子村、川下側が下愛子村とされたが、この分割が中世まで遡るかは不明である。1600年に伊達政宗が新しく仙台に居城と城下町を作り始めると、同時かやや遅れて愛子宿とそこを通る街道が建設された。このとき周辺住民を近所から転居させて宿場町を作ったと考えられている。
江戸時代初めには西館に五郎八姫が隠棲した。仙台の近郊にある下愛子村では、多くの村人はただ地元で農業にたずさわるだけでなく、山の産物・加工産物を送り出して生計の支えにした。上・下愛子村には時折り藩主の伊達吉村・宗村・重村が鷹狩りに訪れた。
明治時代には地方制度がさまざまに変遷したが、1889年（明治22年）に町村制を施行するに際し、下愛子村は合併して広瀬村の一部になった。広瀬村は行政の便宜のために村を9区に分け、下愛子の東部に栗生区、西部に下町区を置いた。

### 年表
- 元文3年12月7日（1739年1月） - 西屋敷の百姓与平次の家に狼が入り、5人を負傷させた。狼は与平次の子久兵衛が取り押さえ、与平次が脇差で刺し殺した[12]。
- 1874年（明治7年）4月 - 郷六村・上愛子村・熊ヶ根村・作並村・芋沢村・大倉村とともに、宮城県の第2大区小1区に区分される。
- 1876年（明治9年）11月18日 - 後の宮城町と泉区にあたる村々が小14区に区分される。
- 1878年（明治11年）10月21日 - 郡区町村編制法に伴って、上・下の愛子村は郷六村とともに上愛子村の戸長の管轄となる。
- 1884年（明治17年） - 熊ヶ根村、上愛子村、下愛子村、郷六村、作並村、大倉村、芋沢村の7か村に連合戸長が置かれた。
- 1889年（明治22年） - 町村制施行に伴い、郷六村・下愛子村・上愛子村・熊ヶ根村・作並村の区域をもって広瀬村が成立。
- 1955年（昭和30年）2月1日 - 市町村合併により宮城村となる。
- 1963年（昭和38年）11月3日 - 宮城村が町制を施行し、宮城町となる。
- 1987年（昭和62年）11月1日 - 宮城町が仙台市に編入される。
- 1989年（平成元年）4月1日 - 仙台市に青葉区が置かれ、下愛子はこれに属することとなる。

## 行政

### 江戸時代
江戸時代の仙台藩は、村に百姓から選んだ肝入を置いた。他藩の名主・庄屋にあたる。下記の一覧は、安永3年（1774年）7月に提出された「安永風土記書出」による肝入検断の系譜である。肝入と検断は別の役職だが、この記録にみる限り同じ人が兼ねている。
- 小松信濃
- 藤内。信濃の子
- 次郎左衛門 - 正保年中（1645年 - 1648年） - 明暦年中（1655年 - 1657年）。藤内の子。
- 次郎右衛門（はじめ次郎八） - 延宝年中（1673年 - 1681年） - 天和3年（1683年）。次郎左衛門の子。
- 平内 - 貞享元年（1684年） - 元禄9年（1696年）。次郎右衛門の子。
- 三六 - 元禄10年（1697年） - 宝永元年（1704年）。平内の子。
- 孫八郎 - 宝永2年（1705年） - 宝永7年（1707年）。三六の弟。
- 弥惣左衛門 - 享保元年（1716年） - 享保15年（1730年）8月、享保19年（1734年）11月 - 延享元年（1744年）。孫八郎の子。
- 藤内 - 延享元年（1744年）12月検断任・延享4年（1747年）11月肝入兼 - 安永3年（1774年）7月以降

### 明治時代
明治時代に版籍奉還をへて置かれた仙台藩は、肝入を村取扱と改めた。廃藩置県後の制度はめまぐるしく変わったが、下愛子村単独の行政管轄が置かれることはなく、常に他村との合同で村長に当たる役職が置かれた。以下はその一部と役職名である。
- 庄子今朝蔵 -1873年（明治6年） （下愛子村・上愛子村の村取扱）
- 庄子今朝蔵 1873年（明治6年） - 1876年（明治9年）（第1小区区長）
- 石垣彦太郎 1878年（明治11年） - ?（下愛子村・上愛子村・郷六村の戸長）
- 桜田景義 1884年（明治17年） （下愛子村・上愛子村・郷六村・熊ヶ根村・作並村・芋沢村・大倉村の連合戸長）
- 大槻安広 1884年（明治17年） - 1889年（明治22年）（上に同じ）

## 交通

### 道路
歴史的にも現在的にも、最も重要な道は東の仙台平野に抜けるものである。しかし、広瀬川が仙台平野に出る手前で通過する渓谷が険しかったため、川を渡ることはもとより、川に沿って道を作るのも困難があった。中世の街道は最上街道と呼ばれる東西の道で、青葉山から山越えで愛子盆地に入り、その後は蕃山丘陵の縁をたどって諏訪神社の前からまた南の山に入り、秋保盆地に抜けてから二口峠を越えるものだったと考えられている。別に、諏訪神社から西にそのまま山裾をたどり続ける道もあった。
江戸時代に青葉山に仙台城ができると、山を通る道は城の裏道となり、広瀬川沿いが街道として整備された。仙台の北西にある大崎八幡神社前から広瀬川北岸を西に向かい、権現森と広瀬川の間をたどって愛子盆地に入り、橋を渡って下愛子がある南岸に渡るものである。その後は東西に直線に敷いた街道で西に向かった。当時単に「西道」と呼ばれたこの街道に沿って、上愛子村と下愛子村の境界に新たに設けられたのが、愛子宿であった。西の宿場は熊ヶ根宿、東は仙台である。
街道は、明治時代に関山街道、作並街道と呼ばれた。かつては馬の通行が困難で嫌われた難所に、1884年（明治17年）に関山トンネルが開通すると、馬車の通行が可能になった。それからしばらくの間、関山街道は山形と仙台、東京方面を結ぶ運輸の動脈として繁栄したが、1901年（明治34年）に山形駅が開業すると、急速に衰退した。
自動車交通が盛んになると、仙台・山形間の輸送路として再び作並街道が脚光を浴びるようになった。1968年（昭和43年）に新しい関山トンネルが開通してからは、トラックが往来する交通路になった。20世紀後半は、仙台市の人口膨張と郊外への住宅地造成が進んだ時代でもあり、下愛子もその一部になった。作並街道を受け継いだ国道48号は通勤車で渋滞をきたし、その緩和のため仙台西道路が建設された。
- 国道48号、仙台西道路（愛子バイパス）
- 国道457号

### 鉄道
東日本旅客鉄道（JR東日本）の仙山線が東西に走り、落合に陸前落合駅がある。また上・下の愛子の境界付近の上愛子側に愛子駅があり、上下の愛子の中心駅になっている。

## 教育
1872年（明治5年）発布の学制にもとづき初めて下愛子に置かれた学校は、第7大学区第1中学区第22小学区の愛子小学校である。これが広瀬村の成立にともなって広瀬小学校と改称し、現在の仙台市立広瀬小学校に連なる。上愛子にある仙台市立愛子小学校は2009年（平成21年）創立である。
宮城農学寮は宮城県農業大学校の前身で、1935年（昭和10年）に農業の実習教育のための全寮制教育機関として設けられ、1977年（昭和52年）の移転まで落合にあった。後に宮城県宮城広瀬高等学校や宮城県立こども病院が建てられた場所である。国道457号から宮城県宮城広瀬高等学校に向かう市道にかかる仙山線の踏切名が「農学寮前踏切」でその名残がある。
- 宮城県宮城農学寮（宮城県農業大学校）
- 愛子小学校（仙台市立広瀬小学校）

## 宗教

### 神社
江戸時代に提出された『安永風土記書出』は、下愛子村に11の神社の存在を伝える。いずれも小さな社で、1887年（明治20年）頃の「宮城県神社明細表」には無格社のうちにも数えられなかった。現在も祀られているものはあるが、文献的には消息をたどれないものが多い。下愛子・上愛子両村の鎮守は、上愛子にある諏訪神社であった。
- 稲荷社
- 雲南明神社
- 山ノ神社
- 妻神社
- 神明社
- 天神社
- 山神社
- 青木明神社
- 山ノ神社
- 山神社
- 木船明神社

### 寺院
蕃山の麓に曹洞宗の安養寺と弥勒寺が隣り合わせである。安養寺はもと仙台近郊の小田原村にあったが、江戸時代に下愛子村に移転してきた。明治初年に下愛子の中でもう一度移転し、現在地に落ち着いた。
弥勒寺は、寺伝によればもと天台宗で、中世にいったん廃絶してから曹洞宗の寺として再興した。もとは茂庭村の折立にあったのが移転してきたという。境内に1324年（元亨4年）の記年がある板碑が立つ。
真言宗の大門寺の創建については不明だが、宥識による1571年（元亀2年）と慈観による1624年（寛永6年）の中興を伝える。1935年（昭和10年）に火災に遭い、1937年（昭和12年）に近所の上愛子、今の愛子中央三丁目に再建した。
大門寺を中興した宥識は、続いて栗生に薬師寺を開いた。栗生には江戸時代初めに伊達政宗の長女 五郎八姫が住み、薬師堂を建てて援助した。おそらく明治時代に廃寺となった。
曹洞宗の補陀寺は、1623年（元和9年）創建と伝える。これもおそらく明治時代に廃寺になった。境内に置かれた仏堂に、安産の利益がある子安観音をまつる子愛観音堂があった。愛子の語源と伝えられ、今も地元で祀られている。
- 泰盛山安養寺
- 正覚山弥勒寺